# Fred Schwind
Fred Schwind (* 3. März 1929 in Bad Vilbel; † 18. April 2004 in Marburg) war deutscher Historiker und Honorarprofessor mit dem Forschungsschwerpunkt hessischer und thüringischer Landesgeschichte. Sein zweites großes Interessen- und Forschungsgebiet galt der Zeit von den Karolingern bis zu den Staufern. Von 1974 bis 1991 leitete er das Hessische Landesamt für geschichtliche Landeskunde in Marburg. Seine Werke zur hessischen Landesgeschichte als auch zum deutschen Mittelalter haben Anerkennung erlangt.

## Jugend und Studium
Fred Schwind wurde 1929 in Bad Vilbel geboren und wuchs in der Wetterau auf. Zunächst war er in seinem elterlichen Handwerksbetrieb als Metzgermeister tätig und legte im Jahre 1957 das externe Abitur ab. Anschließend studierte er an der Universität Frankfurt am Main die Fächer Geschichte, Latein und Pädagogik. Während seiner Studienzeit war er Mitarbeiter des Althistorikers Hermann Strasburger. 1966 wurde er dort bei Walter Schlesinger mit der Arbeit Die Landvogtei in der Wetterau. Studien zu Herrschaft und Politik der staufischen und spätmittelalterlichen Könige promoviert. Ab dem Sommersemester des Jahres 1966 assistierte er für zwei Jahre an der Albert-Ludwigs-Universität in Freiburg im Breisgau dem dortigen Ordinarius für mittelalterliche Geschichte Josef Fleckenstein.
1968 kehrte er nach Hessen zurück. Schlesinger, der 1964 von Frankfurt an die Philipps-Universität Marburg berufen worden war, holte Schwind als wissenschaftlichen Mitarbeiter in das von ihm geleitete Hessische Landesamt für geschichtliche Landeskunde. 1974 übernahm er dessen Leitung.

## Wirken

### Leiter des Hessischen Landesamts für geschichtliche Landeskunde

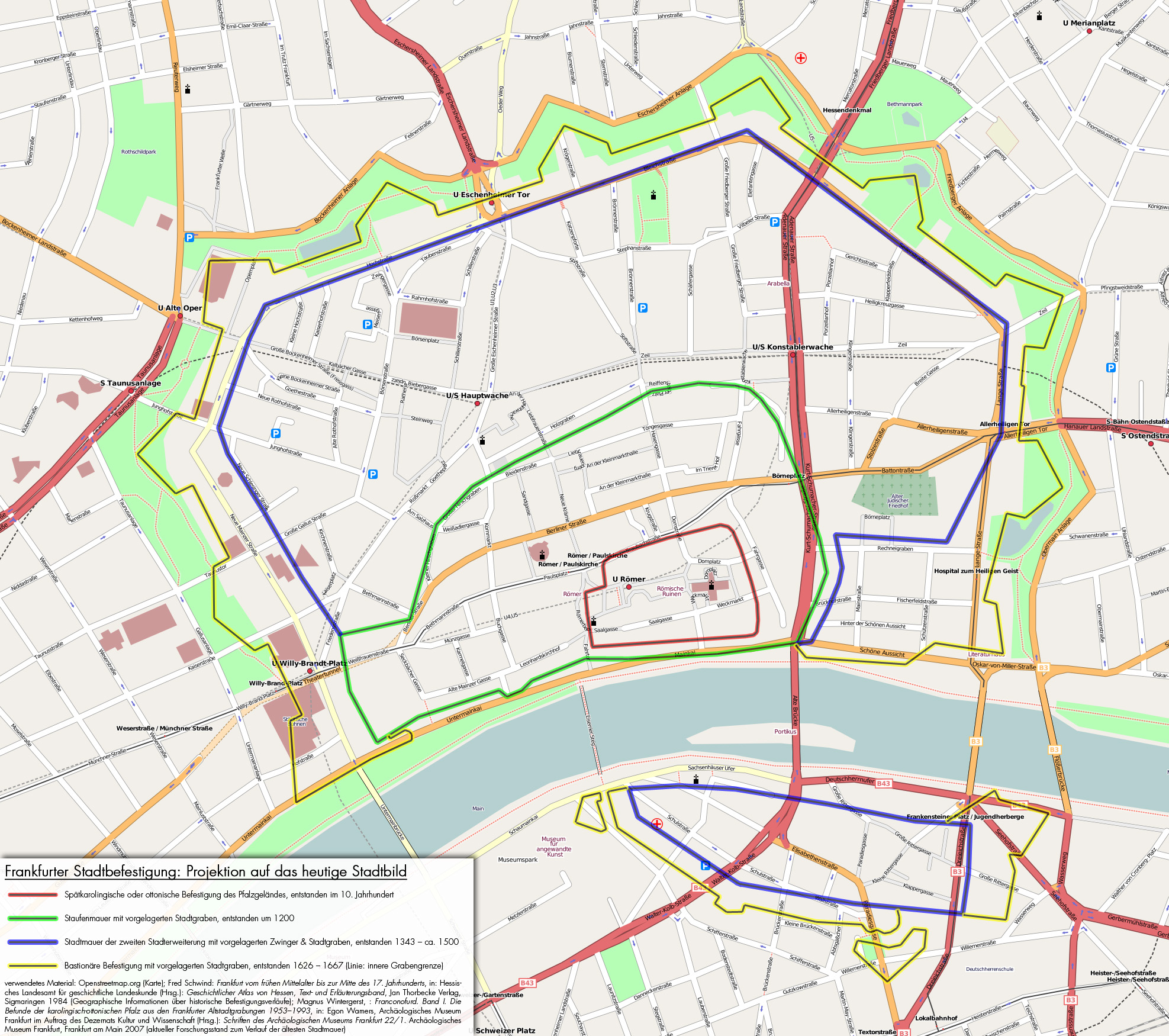
Stadtbefestigungen Frankfurts unter den Karolingern, Staufern und Ottonen, projiziert auf das heutige Stadtbild

Bis zu seinem Eintritt in den Ruhestand im Frühjahr 1991 leitete Fred Schwind das Hessische Landesamt für geschichtliche Landeskunde, dessen Profil er in diesen Jahren nachhaltig prägte. Es gelang ihm nicht nur, 1984 mit dem lange erwarteten Text- und Erläuterungsband den seit Jahrzehnten von zahlreichen Forschern erarbeiteten, interdisziplinär konzipierten „Geschichtlichen Atlas von Hessen“ zum Abschluss zu bringen und als weiteres Grundlagenprojekte das von Walter Schlesinger begonnene „Historische Ortslexikon des Landes Hessen“ mit der Bearbeitung von fünf Bänden zügig voranzutreiben. Vielmehr regte er, die seit den Anfängen des Landesamts bestehende enge Verbindung von Geschichtswissenschaft und Kartographie fortführend, als neues großes Vorhaben den „Hessischen Städteatlas“ an, dessen Planung und Erarbeitung er in seinen letzten Dienstjahren intensiv gefördert und über seine Pensionierung hinaus in weiterführenden Diskussionen begleitet hat. Als wohl wichtigstes Einzelprojekt neben zahlreichen von ihm im Rahmen des Landesamts veranstaltete, meist interdisziplinären Tagungen beteiligte er das Institut an der viel beachteten Landesausstellung „Sankt Elisabeth. Fürstin – Dienerin – Heilige“, die 1981 anlässlich des 750. Todestages der Hl. Elisabeth von Thüringen auf dem Marburger Landgrafenschloss stattfand. Die wissenschaftliche Konzeption und die Vorbereitung dieser gemeinsam mit der Philipps-Universität Marburg durchgeführten Ausstellung standen weitgehend unter seiner Führung, ebenso der Katalog- und Begleitband der Ausstellung, der bis heute ein Standardwerk bildet.

### Herausgeber im Selbstverlag des Landesamts
Als Herausgeber im Selbstverlag des Landesamts erscheinenden Publikationen setzte Fred Schwind die Institutsreihe „Schriften des Hessischen Landesamtes für geschichtliche Landeskunde“ mit der Betreuung mehrerer Bände fort und er eröffnete weiterhin Historikern, aber auch Archäologen die Möglichkeit, ihre Forschungen – u. a. auch Dissertationen und Qualifizierungsarbeiten – in der von ihm begründeten kleineren Reihe „Untersuchungen und Materialien zur Verfassungs- und Landesgeschichte“ zu publizieren. Seine große Sorgfalt als Herausgeber von der Auswahl der Manuskripte bis zum Abschluss der Drucklegung kam in ganz besonderer Weise dem „Hessischen Jahrbuch für Landesgeschichte“ zugute, das gemeinsam vom Landesamt und der Arbeitsgemeinschaft der Historischen Kommissionen in Darmstadt, Frankfurt am Main, Marburg und Wiesbaden herausgegeben wird. In den Jahren 1970 bis 1987 entstanden 17 Bände unter seiner Schriftleitung, die er bis Mitte der 1970er-Jahre zusammen mit Karl E. Demandt, danach mit Thomas Klein ausübte. Fred Schwind hat in diesen Jahren das „Hessische Jahrbuch“ geprägt und seinen Rang als eine der führenden landesgeschichtlichen Zeitschriften im deutschsprachigen Raum begründet. Fred Schwinds letzter Beitrag erschien 2003 in Band 53, eine ausführliche kritische Würdigung der „Denkmaltopographie Bundesrepublik Deutschland. Kulturdenkmäler in Hessen“ zum Wetteraukreis.

### Autor historischer Schriften
Fred Schwind war nicht nur Förderer der Grundlagenprojekte und als Herausgeber der beiden Schriftenreihen sowie des „Hessischen Jahrbuchs“ tätig. In gleicher Weise kam es dieser Einrichtung als einem außeruniversitären Forschungsinstitut zugute, dass es ihm gelang, neben seiner Mitwirkung in den hessischen Historischen Kommissionen, mehreren Beiräten, dem Denkmalrat und in wissenschaftlichen Gremien und Vereinen Kontakte zu außerhessischen Gelehrten, landesgeschichtlichen Unternehmungen sowie universitären und außeruniversitären Forschungseinrichtungen zu knüpfen. Besonders zu nennen sind der Konstanzer Arbeitskreis für mittelalterliche Geschichte, das Institut für vergleichende Städteforschung, das Max-Planck-Institut für Geschichte und die Kommission für die Altertumskunde Mittel- und Nordeuropas der Akademie der Wissenschaften zu Göttingen.
Dass Fred Schwind diese vielfältigen und für das Landesamt bedeutsamen Beziehungen herstellen konnte, lag vor allem an seinem hohen Ansehen als Forscher und an seinem wissenschaftlichen Werk. Seine zahlreichen Arbeiten, die eine große zeitliche, inhaltliche und räumliche Breite aufweisen, reichen vom frühen bis zum späten Mittelalter und behandeln verfassungs-, sozial- und wirtschaftsgeschichtliche Fragen ebenso wie Themen der Stadt- und Ortsgeschichte. Auch wenn die räumlichen Schwerpunkte vorwiegend in den zum heutigen Hessen zählenden Gebieten liegen, so hat Fred Schwind, der sich in hohem Maße dem Prinzip der vergleichenden Landesgeschichte verpflichtet fühlte und zugleich starkes Interesse an übergreifenden Fragen zur mittelalterlichen Verfassungs- und Wirtschaftsgeschichte besaß, auch Themen zu Thüringen, dem Südwesten und anderen Regionen aufgegriffen. Bei allen Forschungen legte er zugleich äußersten Wert auf Interdisziplinarität, insbesondere auf die Einbeziehung der Ergebnisse der Archäologie und Siedlungsgeographie, wovon mehrere profunde Studien Zeugnis ablegen. Im Vordergrund seines Interesses standen die mittelalterliche Herrschaftsbildung, deren Struktur und Wandel unter den jeweiligen spezifischen lokalen und regionalen Bedingungen, die Grundlagen der Königsherrschaft, hier nicht zuletzt die Reichsburgen und Königspfalzen, ländliche Verhältnisse, die städtische Verfassungs- und Sozialgeschichte, aber auch Aspekte der klösterlichen Wirtschaftsgeschichte, des Landesausbaus, der adeligen Lebensformen und der Alltagskultur.

### Professor an der Philipps-Universität Marburg
Neben seinen Verpflichtungen als Direktor des Hessischen Landesamtes für geschichtliche Landeskunde und seiner Forschungstätigkeit bildete die akademische Lehre einen weiteren zentralen Bereich seines Wirkens. Fast ohne Unterbrechung hat Fred Schwind seit dem Wintersemester 1969/70 bis 1997 an der Philipps-Universität Marburg gelehrt und landesgeschichtliche Übungen sowie Pro- und Hauptseminare zur mittelalterlichen Geschichte angeboten. Dem Vorbild seines Lehrers Walter Schlesinger folgend, stellte er die intensive Quellenarbeit in den Mittelpunkt und suchte die hier gewonnenen Einsichten auf zahlreichen Exkursionen durch unmittelbare Anschauung vor Ort zu vertiefen und zu erweitern. Die Philipps-Universität Marburg hat seine Verdienste um die akademische Lehre gewürdigt, indem sie ihm im Januar 1980 eine Honorarprofessur verlieh.

### Vermittler historischen Wissens an die interessierte Öffentlichkeit
Einen weiteren Bereich, an dem Fred Schwind stark gelegen war, bildete die Vermittlung seiner Forschungsergebnisse an die historisch und heimatgeschichtlich interessierte Öffentlichkeit. Er hat diese Aufgabe sehr ernst genommen und eine breite Vortragstätigkeit im Lande entfaltet. Mit großem Engagement gelang es ihm, seinen Hörern in Geschichtsvereinen, bei Jubiläen oder sonstigen öffentlichen Veranstaltungen schwierige historische Zusammenhänge auf wissenschaftlicher Grundlage anschaulich nahe zu bringen, sie mit der Vergangenheit ihrer Heimat vertraut zu machen und ihnen tiefergehende historische Einsichten zu vermitteln.
Er ist vielen Einladungen zu Vorträgen gefolgt und hat nicht zuletzt auf diese Weise einen wesentlichen Beitrag zur verstärkten Wahrnehmung der hessischen Landesgeschichtsforschung im Lande selbst und zur landesgeschichtlichen Kultur in Hessen geleistet.

## Publikationen (exemplarisch)

### Monographien
- Die Landvogtei in der Wetterau. Studien zu Herrschaft und Politik der staufischen und spätmittelalterlichen Könige (= Schriften des Hessischen Landesamtes für Geschichtliche Landeskunde, Bd. 35). Marburg 1972 (zugleich Phil. Diss. Frankfurt/Main 1966).

### Tätigkeit als Herausgeber und Schriftleiter
- Sankt Elisabeth. Fürstin, Dienerin, Heilige. Aufsätze, Dokumentation, Katalog. Ausstellung zum 750. Todestag der heiligen Elisabeth, hrsg. v. der Philipps-Universität Marburg in Verbindung mit dem Hessischen Landesamt für geschichtliche Landeskunde. Sigmaringen 1981.
- Homberg an der Ohm. Eine oberhessische Stadt von den Anfängen bis zur Gegenwart 1234–1984. Festschrift zur 750. Wiederkehr der ersten Nennung Hombergs als Stadt. Sigmaringen 1984.
- Geschichtlicher Atlas von Hessen. Text- und Erläuterungsband, hrsg. v. Hessischen Landesamt für geschichtliche Landeskunde. Marburg 1984.

### Aufsätze in Zeitschriften und Sammelwerken
- Stand, Probleme und Aufgaben der Landesgeschichte des Mittelalters in Hessen und im Rhein-Main-Gebiet. In: Rheinische Vierteljahrsblätter, Bd. 34 (1970), S. 88–110.
- Zur staatlichen Ordnung der Wetterau von Rudolf von Habsburg bis Karl IV. In: Der Deutsche Territorialstaat im 14. Jahrhundert. Hrsg. v. Hans Patze, Bd. 2 (= Vorträge und Forschungen, Bd. 14). Sigmaringen 1971, S. 199–228.
- Fritzlar zur Zeit des Bonifatius und seiner Schüler. In: Fritzlar im Mittelalter. Festschrift zu 1250-Jahrfeier. Hrsg. v. Magistrat der Stadt Fritzlar in Verbindung mit dem Hessischen Landesamt für geschichtliche Landeskunde, Marburg. Fritzlar 1974, S. 69–88.

### Beiträge zu Atlanten und Nachschlagewerken
- Geschichtlicher Atlas von Hessen. Begründet und vorbereitet durch Edmund E. Stengel, bearb. v. Friedrich Uhlhorn, Lief. 12/3, Marburg 1978, Karte 34 A: Frankfurt vom frühen Mittelalter bis zur Mitte des 17. Jahrhunderts. 1 : 5.000 (bearb. zus. mit Marianne Schalles-Fischer).
- Dictionnaire d’Histoire et de Gèographie ecclèsiastiques. Sous la direction de R(oger) Aubert: Artikel Fritzlar, l’abbaye. Tom. 19, 1981, Sp. 120–123.
- Hauptwerk der Geschichtsschreibung. Hrsg. v. Volker Reinhardt (= Kröners Taschenausgabe, Bd. 435). Stuttgart 1997, Artikel: Tilemann Elhen von Wolfhagen, Limburger Chronik, S. 163–166.

### Berichte über wissenschaftliche Unternehmungen / Literaturberichte
- Berichte über die Tätigkeit des Hessischen Landesamtes für geschichtliche Landeskunde in Marburg für die Jahre 1967/68 bis 1990. In: Hessisches Jahrbuch für Landesgeschichte, Bde. 18–40 (1968–1990).
- Beharrung und Wandel in Siedlungsräumen. Bericht über die 2. Arbeitstagung des Arbeitskreises für genetische Siedlungsforschung in Mitteleuropa vom 19. bis 21. Juni in Münster. In: Zeitschrift für Archäologie des Mittelalters, Bd. 4 (1976), S. 83–100.
- Bibliographie zur Archäologie des Mittelalters in Hessen 1945–1975. In: Zeitschrift für Archäologie des Mittelalters, Bd. 4 (1976), S. 131–179 (zus. mit Christa Bär-Palmié).

### Nachrufe
- Friedrich Uhlhorn †. In: Hessisches Jahrbuch für Landesgeschichte, Bd. 28 (1978), S. IX–XI.
- Karl E. Demandt †. In: Hessisches Jahrbuch für Landesgeschichte, Bd. 40 (1990), S. XV–XVI.